# José María Oliveira
José María Oliveira Aldamiz (n. 1934) fue un director de cine español. También fue uno de los primeros españoles fundadores de La Iglesia de Jesucristo de los Santos de los Últimos Días, siendo elegido en 1982 su primer presidente Estaca (SUD) en España.

## Filmografía
- Las flores del miedo (1973)
- Los muertos, la carne y el diablo (1974)

- Datos: Q6293298